# فرودگاه نیروی هوایی سلطنتی دیشفورث
فرودگاه نیروی هوایی سلطنتی دیشفورث (به انگلیسی: RAF Dishforth) یک فرودگاه نظامی است که یک باند فرود آسفالت دارد و طول باند آن ۱۳۶۲ متر است. این فرودگاه در کشور انگلستان قرار دارد و در ارتفاع ۳۶ متری از سطح دریا واقع شده است.